# Ellen Baake
Ellen Baake (1961) é uma bióloga matemática alemã, que usa em suas pesquisas teoria das probabilidades e equações diferenciais para estudar evolução biológica, e também estudou imunobiologia e modelagem matemática da fotossíntese. É professora de biomatemática e bioinformática teórica da Universidade de Bielefeld.
Baake obteve o diploma em biologia em 1985 na Universidade de Bonn, onde obteve um doutorado em biologia teórica em 1989, com a tese Ein Differentialgleichungsmodell zur Beschreibung der Fluoreszenzinduktion (OIDP-Kinetik) der Photosynthese, orientada por Wolfgang Alt. Obteve a habilitação na Universidade de Munique em 1999, e depois de pertencer às faculdades de algumas outras universidades estabeleceu-se na Universidade de Bielefeld em 2004.
Foi palestrante convidada do Congresso Internacional de Matemáticos em Hyderabad (2010).